# Craterophorus currani
Craterophorus currani är en tvåvingeart som beskrevs av Grichanov 1998. Craterophorus currani ingår i släktet Craterophorus och familjen styltflugor. Inga underarter finns listade i Catalogue of Life.